# 남부대신
남부대신 (남부장관, 영어: Secretary of State for the Southern Department)은 17세기 그레이트브리튼 왕국의 정부내각 직책으로, 유럽 남부의 일부 국가에 대한 외무사안과 더불어 잉글랜드와 웨일스를 비롯한 국내 현안을 동시에 맡았다. 1782년 남부부 (Southern Department)가 내무부 (Home Office)로 전환되면서 사라졌다.

## 역사
1782년까지 영국 정부는 지금과 같은 내무부, 외무부를 두지 않고 국무장관 2인이 책무를 맡되 그 관할범위를 지리적으로 정하고 있었다. 남부부의 장관은 아일랜드, 채널 제도, 프랑스, 스페인, 포르투갈, 구 스위스 연방, 이탈리아 국가, 오스만 제국과의 외교관계를 직무로 삼았다. 또한 1768년 식민장관 (Secretary of state for the colonies)가 신설되기 전에는 아메리카 식민지도 관할하였다. 이에 반해 북부대신은 네덜란드 공화국, 스칸디나비아, 폴란드, 러시아, 신성로마제국과의 외교관계를 맡았다. 잉글랜드와 웨일스의 내무 관련은 두 장관이 공통으로 관할하였다. 1707년 스코틀랜드 왕국과 연합왕국을 이루게 되면서 스코틀랜드를 전담하는 국무장관직이 신설되기 전까지 스코틀랜드의 내무도 관할하였다.
원래는 고위급 관리가 남부대신에, 하위급 관리가 북부대신에 임명되었으며, 남부대신이 공석이 되면 북부대신을 그 자리에 임명하는 것이 통상적인 관례였다. 그러나 1706년 조지 1세와 조지 2세 재위기에 이르러서는 국왕의 친정이 있던 하노버를 관할하였다는 점에서 북부부를 더 우선시하게 되었다. 조지 3세 재위기에 이르러서 두 부처의 중요도는 거의 동등한 수준으로 유지되었다.
결국 1782년 두 국무장관을 내무장관과 외무장관으로 개편하면서 남부대신과 북부대신은 역사 속으로 사라졌다.

## 역대 남부대신 목록
| 초상화                 | 성명 (생몰연도)                                            | 임기             | 임기             | 국왕 (재위)                                   | 출처   |
| ---------------------- | ---------------------------------------------------------- | ---------------- | ---------------- | --------------------------------------------- | ------ |
|                        | 에드워드 니컬라스 (1593~1669)                              | 1660년 6월 1일   | 1662년 10월 20일 | 찰스 2세 (1660~1685)                          | [ 9 ]  |
|                        | 제1대 알링턴 백작 헨리 베넷 (1618~1685)                    | 1662년 10월 20일 | 1674년 9월 11일  | 찰스 2세 (1660~1685)                          | [ 10 ] |
|                        | 헨리 코번트리 드로이트위치 지역구 의원 (1618?–1686)        | 1674년 9월 11일  | 1680년 4월 26일  | 찰스 2세 (1660~1685)                          | [ 11 ] |
|                        | 제2대 선덜랜드 백작 로버트 스펜서 (1641–1702)              | 1680년 4월 26일  | 1681년 2월 2일   | 찰스 2세 (1660~1685)                          |        |
|                        | 리올라인 젠킨스 옥스퍼드 지역구 의원 (1625?–1685)          | 1681년 2월 2일   | 1684년 4월 14일  | 찰스 2세 (1660~1685)                          | [ 12 ] |
|                        | 제2대 선덜랜드 백작 로버트 스펜서 (1641–1702)              | 1684년 4월 14일  | 1688년 10월 28일 | 찰스 2세 (1660~1685)                          |        |
| 제임스 2세 (1685~1688) | 제2대 선덜랜드 백작 로버트 스펜서 (1641–1702)              | 1684년 4월 14일  | 1688년 10월 28일 |                                               |        |
|                        | 제2대 미들턴 백작 찰스 미들턴 (1650?–1719)                 | 1688년 10월 28일 | 1688년 12월 2일  | [ 13 ]                                        |        |
|                        | 제12대 슈루즈베리 백작 찰스 탤벗 (1660–1718)               | 1689년 2월 14일  | 1690년 6월 2일   | 메리 2세 (1689~1694) & 윌리엄 3세 (1689~1702) |        |
|                        | 제2대 노팅엄 백작 대니얼 핀치 (1647–1730)                  | 1690년 6월 2일   | 1693년 11월      | 메리 2세 (1689~1694) & 윌리엄 3세 (1689~1702) | [ 14 ] |
|                        | 존 트렌차드 풀 지역구 의원 (1649–1695)                     | 1693년 11월      | 1695년 4월 27일  | 메리 2세 (1689~1694) & 윌리엄 3세 (1689~1702) | [ 15 ] |
|                        | 제1대 슈르즈베리 공작 찰스 탤벗 (1660–1718)                | 1695년 4월 27일  | 1698년 12월 12일 | 메리 2세 (1689~1694) & 윌리엄 3세 (1689~1702) |        |
|                        | 제임스 버넌 웨스트민스터 지역구 의원 (1646–1727)           | 1698년 12월 12일 | 1699년 5월 14일  | 메리 2세 (1689~1694) & 윌리엄 3세 (1689~1702) | [ 16 ] |
|                        | 제1대 저지 백작 에드워드 빌리어스 (1656?–1711)             | 1699년 5월 14일  | 1700년 6월 27일  | 메리 2세 (1689~1694) & 윌리엄 3세 (1689~1702) |        |
|                        | 제임스 버넌 웨스트민스터 지역구 의원 (1646–1727)           | 1700년 6월 27일  | 1702년 1월 4일   | 메리 2세 (1689~1694) & 윌리엄 3세 (1689~1702) | [ 16 ] |
|                        | 제4대 맨체스터 백작 찰스 몬태규 (1662?–1722)               | 1702년 1월 4일   | 1702년 5월 1일   | 메리 2세 (1689~1694) & 윌리엄 3세 (1689~1702) |        |
| 앤 여왕 (1702~1714)    | 제4대 맨체스터 백작 찰스 몬태규 (1662?–1722)               | 1702년 1월 4일   | 1702년 5월 1일   |                                               |        |
|                        | 제2대 노팅엄 백작 대니얼 핀치 (1647–1730)                  | 1702년 5월 2일   | 1704년 4월 22일  | [ 14 ]                                        |        |
|                        | 찰스 헤지스 웨스트루 지역구 의원 (1650–1714)               | 1704년 5월 18일  | 1706년 12월 3일  | [ 17 ]                                        |        |
|                        | 제3대 선덜랜드 백작 찰스 스펜서 (1675–1722)                | 1706년 12월 3일  | 1710년 6월 13일  | [ 18 ]                                        |        |
|                        | 제1대 다트머스 백작 윌리엄 레지 (1672–1750)                | 1710년 6월 15일  | 1713년 8월 6일   |                                               |        |
|                        | 제1대 볼링브로크 자작 헨리 세인트 존 (1678–1751)           | 1713년 8월 17일  | 1714년 8월 31일  | [ 19 ]                                        |        |
| 조지 1세 (1714~1727)   | 제1대 볼링브로크 자작 헨리 세인트 존 (1678–1751)           | 1713년 8월 17일  | 1714년 8월 31일  | [ 19 ]                                        |        |
|                        | 제임스 스탠호프 코커머스 지역구 의원(1673–1721)            | 1714년 9월 27일  | 1716년 6월 22일  | [ 20 ]                                        |        |
|                        | 폴 머추언 브래클리 지역구 의원 (1672?–1757)                | 1716년 6월 22일  | 1717년 4월 10일  | [ 21 ]                                        |        |
|                        | 조지프 에디슨 맘즈베리 지역구 의원 (1672–1719)             | 1717년 4월 12일  | 1718년 3월 14일  | [ 22 ]                                        |        |
|                        | 제임스 크레이그스 더 영거 트리거니 지역구 의원 (1686–1721) | 1718년 3월 16일  | 1721년 2월 16일  | [ 23 ]                                        |        |
|                        | 제2대 그랜빌 백작 존 카터렛 (1690~1763)                    | 1721년 3월 4일   | 1724년 3월 31일  |                                               |        |
|                        | 제1대 뉴캐슬 공작 토머스 펠럼홀스 (1693–1768)              | 1724년 4월 6일   | 1748년 2월 12일  |                                               |        |
| 조지 2세 (1727–1760)   | 제1대 뉴캐슬 공작 토머스 펠럼홀스 (1693–1768)              | 1724년 4월 6일   | 1748년 2월 12일  |                                               |        |
|                        | 제4대 베드퍼드 공작 존 러셀 (1710–1771)                    | 1748년 2월 12일  | 1751년 6월 13일  |                                               |        |
|                        | 제4대 홀더니스 백작 로버트 다시 (1718–1778)                | 1751년 6월 18일  | 1754년 3월 23일  |                                               |        |
|                        | 토마스 로빈슨 크라이스트처치 의원 (1695–1770)              | 1754년 3월 24일  | 1755년 10월      | [ 24 ]                                        |        |
|                        | 헨리 폭스 윈저 지역구 의원 (1705–1774)                     | 1755년 11월 14일 | 1756년 11월 13일 | [ 25 ]                                        |        |
|                        | 윌리엄 피트 더 엘더 오크햄턴 지역구 의원(1708–1778)        | 1756년 12월 4일  | 1757년 4월 6일   | [ 26 ]                                        |        |
|                        | 제4대 홀더니스 백작 로버트 다시 (1718–1778)                | 1757년 4월 6일   | 1757년 6월 27일  |                                               |        |
|                        | 윌리엄 피트 더 엘더 바스 지역구 의원(1708–1778)            | 1757년 6월 27일  | 1761년 10월 5일  | [ 26 ]                                        |        |
| 조지 3세 (1760–1820)   | 윌리엄 피트 더 엘더 바스 지역구 의원(1708–1778)            | 1757년 6월 27일  | 1761년 10월 5일  | [ 26 ]                                        |        |
|                        | 제2대 에그러먼트 백작 찰스 윈덤 (1710–1763)                | 1761년 10월 9일  | 1763년 8월 21일  | [ 27 ]                                        |        |
|                        | 제2대 핼리팩스 백작 조지 몬태규덩크 (1716–1771)            | 1763년 9월 9일   | 1765년 7월 10일  |                                               |        |
|                        | 헨리 시뮤어 콘웨이 테트퍼드 지역구 의원 (1719–1795)        | 1765년 7월 12일  | 1766년 5월 23일  | [ 28 ]                                        |        |
|                        | 제3대 리치먼드 공작 찰스 레넉스 (1735–1806)                | 1766년 5월 23일  | 1766년 7월 29일  |                                               |        |
|                        | 제2대 셸번 백작 윌리엄 페티 (1737–1805)                    | 1766년 7월 30일  | 1768년 10월 20일 | [ 29 ]                                        |        |
|                        | 제3대 웨이머스 자작 토마스 타인 (1734–1796)                | 1768년 10월 21일 | 1770년 12월 12일 |                                               |        |
|                        | 제4대 로크퍼드 백작 윌리엄 더 자일레스타인 (1717–1781)     | 1770년 12월 19일 | 1775년 11월 9일  |                                               |        |
|                        | 제3대 웨이머스 자작 토마스 타인 (1734–1796)                | 1775년 11월 9일  | 1779년 11월      |                                               |        |
|                        | 제1대 힐즈버러 후작 윌리스 힐 (1718–1793)                  | 1779년 11월 25일 | 1782년 3월 27일  | [ 30 ]                                        |        |

## 같이 보기
- 국무장관 (잉글랜드)